# Malezonotus barberi
Malezonotus barberi är en insektsart som beskrevs av Ashlock 1958. Malezonotus barberi ingår i släktet Malezonotus och familjen Rhyparochromidae. Inga underarter finns listade i Catalogue of Life.